# 澎湖大豆
澎湖大豆（学名：Glycine clandestina）是豆科大豆属的植物，澎湖原生種，俗稱澎湖一條根，對於關節、風濕、痠痛都有不錯的療效。

## 馴化
澎湖一條根皆為野外原生種，自2008年左右，澎湖業者鄭清涼與湖西鄉成功村產銷班合作，歷經兩年多人工培植，總算掌握澎湖一條根生長、開花、結果訣竅，2010年澎湖縣政府農漁局與民間業者合作，在西嶼鄉赤馬村進行技術轉移、大規模種植，冀望除了能提高農民收益，也能解決縣內廢耕地問題。

## 形态
- 豆荚
- 豆荚与人类手指对比